# Кристофоро да Феррара
Кристофоро да Феррара, иногда называемый Кристофоро да Модена или Кристофоро да Болонья (итал. Cristoforo da Ferrara, Cristoforo da Modena, Cristoforo da Bologna) — итальянский художник периода проторенессанса эмилианской школы конца XIV — начала XV веков.

## Биография
Об этом художнике известно крайне мало. Вероятно, Кристофоро родился в Ферраре, Эмилия-Романья, а затем, с 1380-х годов провёл большую часть своей жизни в Болонье, где работал резчиком по дереву, изготовителем картинных рам, и мастером фресковых росписей.
Он был сыном художника Якопо Бенинтенди, прозванного Биондо (Jacopo Benintendi detto il Biondo), работал в кругу «Симоне, или Мастера Распятий» (Simone dei Crocifissi). Его главные произведения — «Истории Христа и апостолов», ныне находящиеся в Пинакотеке Сан-Доменико в Пезаро, и фрески с эпизодами из жизни Святой Марии Египетской в капелле Кальчина базилики Сан-Джакомо-Маджоре в Болонье.
В Болонье художник также написал запрестольный образ главного алтаря церкви Санта-Аполлония-ди-Меццаратта, который хранится в Палаццо Мальвецци-Кампеджи. Картина разделена на десять отсеков, содержащих многочисленные фигуры. В музее Феррары хранится небольшая картина работы Кристофоро с образом Христа на золотом фоне.
Его подпись имеется на переносном алтаре с изображением Распятия Христа и Оплакивания мёртвого Христа (Феррара, Национальная пинакотека, инв. 56).

## Галерея
- Распятие и Положение во гроб. Деталь. 1370-1400. Дерево, темпера. Национальная пинакотека, Палаццо Диаманти, Феррара
- Мадонна смирения и святые Косма, Христофор и Дамиан. Между 1380 и 1390. Дерево, темпера, золочение. Палаццо Венеция, Рим
- Истории Нового Завета. Обращение Павла. Дерево, темпера. Пинакотека Сан-Доменико, Пезаро
- Истории Нового Завета. Вход в Иерусалим. Дерево, темпера. Пинакотека Сан-Доменико, Пезаро
- Истории Нового Завета. Сошествие Святого духа на апостолов. Дерево, темпера. Пинакотека Сан-Доменико, Пезаро
- История Моисея. Между 1375 и 1380. Фреска. Ораторий церкви Санта-Аполлония ди Меццарата